# Championnats du monde de cyclo-cross 1970
Navigation
Édition précédente Édition suivante
Les championnats du monde de cyclo-cross 1970 ont lieu le 22 février 1970 à Zolder en Belgique. Deux épreuves masculines sont au programme.

## Podiums
| Épreuves | Or                | Argent              | Bronze            |
| -------- | ----------------- | ------------------- | ----------------- |
| Élites   | Eric De Vlaeminck | Albert Van Damme    | Rolf Wolfshohl    |
| Amateurs | Robert Vermeire   | José María Basualdo | Norbert Dedeckere |

## Résultats

### Classement des élites
| Pos. | Cycliste                 | Pays                 | Temps           |
| ---- | ------------------------ | -------------------- | --------------- |
|      | Eric De Vlaeminck        | Belgique             | 1 h 03 min 50 s |
|      | Albert Van Damme         | Belgique             | + 0:00          |
|      | Rolf Wolfshohl           | Allemagne de l'Ouest | + 0:24          |
| 4    | Roger De Vlaeminck       | Belgique             | +1:33           |
| 5    | Renato Longo             | Italie               | + 2:06          |
| 6    | Julien Vanden Haesevelde | Belgique             | + 3:22          |
| 7    | John Atkins              | Grande-Bretagne      | + 3:22          |
| 8    | Hermann Gretener         | Suisse               | + 4:31          |
| 9    | Ernst Boller             | Suisse               | + 4:43          |
| 10   | Michel Pelchat           | France               | + 5:08          |

### Classement des amateurs
| Pos. | Cycliste            | Pays                 | Temps       |
| ---- | ------------------- | -------------------- | ----------- |
|      | Robert Vermeire     | Belgique             | 56 min 12 s |
|      | José María Basualdo | Espagne              | + 0:24      |
|      | Norbert Dedeckere   | Belgique             | + 1:14      |
| 4    | René De Clercq      | Belgique             | + 1:34      |
| 5    | Wolfgang Renner     | Allemagne de l'Ouest | + 2:34      |
| 6    | Roger Bijn          | Belgique             | + 2:42      |
| 7    | Gertie Wildeboer    | Pays-Bas             | + 2:49      |
| 8    | Karl Stähle         | Allemagne de l'Ouest | + 2:55      |
| 9    | Luigi Torresani     | Italie               | + 3:18      |
| 10   | José María Gonzalez | Espagne              | + 3:19      |

## Tableau des médailles
| Rang | Nation               | Or | Argent | Bronze | Total |
| ---- | -------------------- | -- | ------ | ------ | ----- |
| 1    | Belgique             | 2  | 1      | 1      | 4     |
| 2    | Espagne              | 0  | 1      | 0      | 1     |
| 3    | Allemagne de l'Ouest | 0  | 0      | 1      | 1     |